# القديس جرجس والتنين

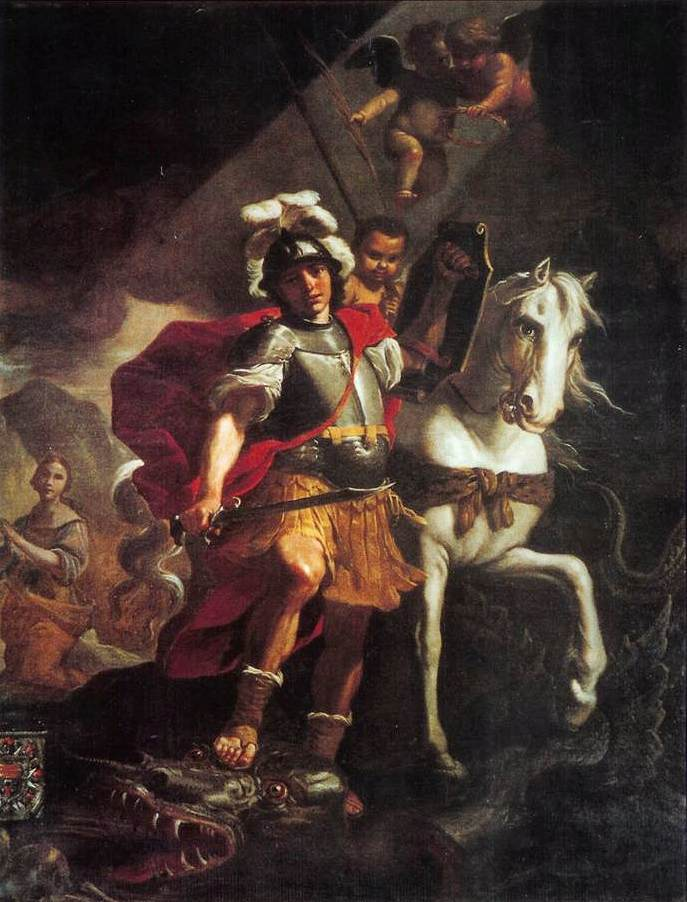
القديس جرجس والتنين؛ بريشة متيّا بيرتي (1678).

تعود سيرة القديس جرجس والتنين إلى السيرة التقديسيَّة لمار جرجس الشرقية في الأصل، واعيدت السيرة للظهور مع الصليبيين لتصبح جزءًا من الروايات الفروسية. أقرب تصوير معروف للسيرة يعود للقرن العاشر أو القرن الحادي عشر في كابادوكيا، وإلى القرن الحادي عشر في جورجيا؛ وسابقًا، في شكل أيقونة أرثوذكسية شرقية، والتي تصور جرجس جنديًا وتعود إلى القرن السابع الميلادي على الأقل. أقرب سرد للسيرة والذي يتضمن ذكر التنين هو نص جورجي يعود إلى القرن الحادي عشر.
ذكرت سيرة مار جرجس والتنين في الأسطورة الذهبية والتي تعود لعام 1260. أضحت هذه القصة تدريجيًا جزءًا من التقاليد المسيحية وترمز له في لوحات أيقونية وتماثيل. إيقونة القديس والتنين تعتبر رمز وطني لمدن مثل بيروت، وجنوا وموسكو، وحتى لدول مثل انكلترا، وروسيا، واليونان، وجورجيا، والبرتغال وفلسطين وغيرها ممن يعتبرون جرجس شفيع الدولة أو المدينة حسب التراث المحلي المسيحي. كما ويستخدم الرمز في العديد من المهرجانات المسيحية.

## الأصول

### السوابق ما قبل المسيحية
تُعد أيقونية القديسين العسكريين تادرس وجرجس وديمتريوس كفرسان استمرارًا مباشرًا لأيقونية نوع «الفارس التراقي» في العصر الروماني. يبدو أن أيقونية التنين نشأت من الثعبان الملتف حول «شجرة الحياة» من ناحية، ومع معيار دراكو الذي استخدمه سلاح الفرسان الروماني المتأخر من ناحية أخرى. يُمثل الفرسان الذين يقتلون الثعابين والخنازير برمحهم على نطاق واسع في لوحات العصر الروماني إحياءً لذكرى جنود سلاح الفرسان. يصور نحت من كروباك في صربيا، أبولو وأسقليبيوس كفرسان تراقيين، يظهران إلى جانب الثعبان ملتف حول الشجرة. تُظهر لوحة أخرى الديوسكوري كفرسان تراقيين على جانبي الثعبان ملتف حول شجرة، يقتلان خنزيرًا برمحيهما. 
يوازي تطور السرد التقديسي لمعركة التنين تطور الأيقونة. ويُستمد من أساطير التنين مل قبل المسيحية. أشارت الرواية القبطية لأسطورة القديس جرجس، التي حررها إي. أ. واليس بادج عام 1888، وقدرها بادج استنادًا إلى مصدر من القرن الخامس أو السادس، إلى «الحاكم داديانوس»، مضطهد القديس جورج باعتباره «تنين الهاوية». يوضح بادج صراحةً أوجه التشابه مع الأسطورة ما قبل المسيحية،
أشك في أن القصة الكاملة للقديس جرجس هي أكثر من رواية واحدة من روايات قصة العالم القديم العديدة للصراع بين النور والظلام، أو رع وأبوفيس، ومردوخ وتيامات، نسجت استنادًا إلى بضعة خيوط رفيعة من الحقائق التاريخية. قُتل تيامات، التنين الحرشفي والمجنح والكريه، وأبوفيس العدو القوي لإله الشمس المجيد، وهلكوا في النار التي أرسلها ضدهما وشياطينهما: وقُتل داديانوس، الذي يسمى «التنين» أيضًا، مع أصدقائه التسعة وستون حكامًا، بنار نزلت من السماء بعد صلاة القديس جرجس. تُظهر فينيستيلا من الحجر القبطي، في استباق لأيقونة القديس جرجس، التي لوحظت لأول مرة في سبعينيات القرن التاسع عشر، فارسًا برأس صقر يُقاتل تمساحًا، والتي فسرها متحف اللوفر على أنها حورس يقتل ست الممسوخ.

### الأيقونة المسيحية
يتواجد تصوير «المسيح المقاتل» يدوس ثعبانًا في الفن المسيحي في أواخر القرن الخامس. أصبحت أيقونة الفارس مع الرمح الذي يتغلب على الشر متداولة في أوائل العصور الوسطى. يرجع تاريخ التمثيلات الأيقونية للقديس تادرس كقاتل تنين إلى القرن السابع، وكذلك إلى أوائل القرن العاشر (يوجد أقدم تصوير مؤكد لتادرس يقتل تنينًا في أقدمار، ويعود تاريخه إلى عام 920 تقريبًا). ذكرت أسطورة تعود لأواخر القرن التاسع على الأقل أن تادرس قد قتل تنينًا بالقرب من أوكيتا. من غير المرجح أن تمثل التصويرات المبكرة لفارس يقتل تنين القديس جرجس، الذي صور في القرن العاشر يقتل شخصيةً بشريةً، وليس تنينًا.
تأتي أقدم صورة للقديس تادرس كفارس (مذكور باللاتينية) من فينيكا، شمال مقدونيا، ويعود تاريخها، إذا كانت حقيقية، إلى القرن السادس أو السابع. لا يقتل تادرس فيها تنينًا، بل يحمل معيار دراكو. تحتوي أحد أيقونات فينيكا أيضًا على أقدم تمثيل للقديس جرجس مع تنين: يقف جرجس إلى جانب القديس كريستوفر مستكلب الرّأس، يدوس كلا القديسان على ثعابين برؤوس بشرية، ويوجهان رمحيهما إلى رؤوسها. ربط ماغواير (1996) التحول من أيقونات الفرسان الأبطال المجهولين المستخدمة في السحر المنزلي إلى أيقونات أكثر تنظيمًا لقديسين معروفين إلى التنظيم الأوثق للتصوير المقدس التالي لحرب الأيقونات في ثلاثينيات القرن الثامن. 
في الغرب، وضع سابقًا تصوير من العصر الكارولنجي لفارس روماني يدوس ويطعن تنينًا بين قديسين جنديين يحملان رماح ودروع على قاعدة كروكس جيماتا (صليب مرصع بالمجوهرات)، في خزانة كنيسة القديس سرفاتيوس في ماستريخت (فقد منذ القرن 18 تقريبًا). يوجد التمثيل الناجي من القرن السابع عشر الآن في المكتبة الوطنية الفرنسية في باريس.
يمكن إرجاع «تنصير» أيقونات الفارس التراقي إلى كنائس الكهوف الكبادوكية في غوريم، حيث تُظهر اللوحات الجدارية للقرن العاشر قديسين عسكريين على ظهور الخيل في مواجهة أفاعي برأس واحد أو رأسين أو ثلاثة. يأتي أحد أقدم الأمثلة من الكنيسة المعروفة باسم مافروكان 3 (غوزيلوز، يشيلزار)، والتي يعود تاريخها عمومًا إلى القرن العاشر، وتصور «فارسين مقدسين» يواجهان ثعبانًا ملتفًا حول شجرة، في موازاة مذهلة للوحة الديوسكوري، ما عدا أن الفارسين يهاجمان الثعبان في «شجرة الحياة» بدلًا من الخنزير. في هذا المثال، على الأقل، يبدو أن هناك ثعبانان لهما رأسان منفصلان، لكن تظهر أمثلة أخرى من القرن العاشر من كابادوكيا ثعابين متعددة الرأس. أُرّخت مبدئيًا لوحة جدارية محفوظة بشكل سيئ في يلانلي كيليسي («كنيسة الأفعى») تصور القديسين تادرس وجرجس يهاجمان تنينًا إلى القرن العاشر، أو إلى منتصف القرن التاسع بدلًا من ذلك. 
يأتي مثال مشابه، ولكن يظهر ثلاثة فرسان قديسين، ديميتريوس وتادرس وجرجس، من المصلى الكنسي «زودوخوس بيغي» في مقدونيا الوسطى في اليونان، في محافظة كيلكيس، بالقرب من قرية كولشيدا المعاصرة، ويعود إلى القرن التاسع أو العاشر.
عُثر على تصوير من القرن الثاني عشر قاتل للتنين الفارس، يفترض أنه يصور تادرس، وليس جرجس، في أربع لوحات مقرنص في صحن كنيسة كابيلا بالاتينا في باليرمو.
نقلها إلى القديس جرجس
نقلت زخارف التنين إلى أسطورة جرجس من أسطورة رفيقه الجندي القديس تادرس المشرقي.
أصبح نقل أيقونية التنين من تادرس، أو تادرس وجرجس باسم «ديوسكوري» إلى جرجس بمفرده، ملموسًا في أوائل القرن الحادي عشر. ما تزال أقدم صور مؤكدة للقديس جرجس يقاتل الثعبان موجودة في كابادوكيا.

## معرض صور

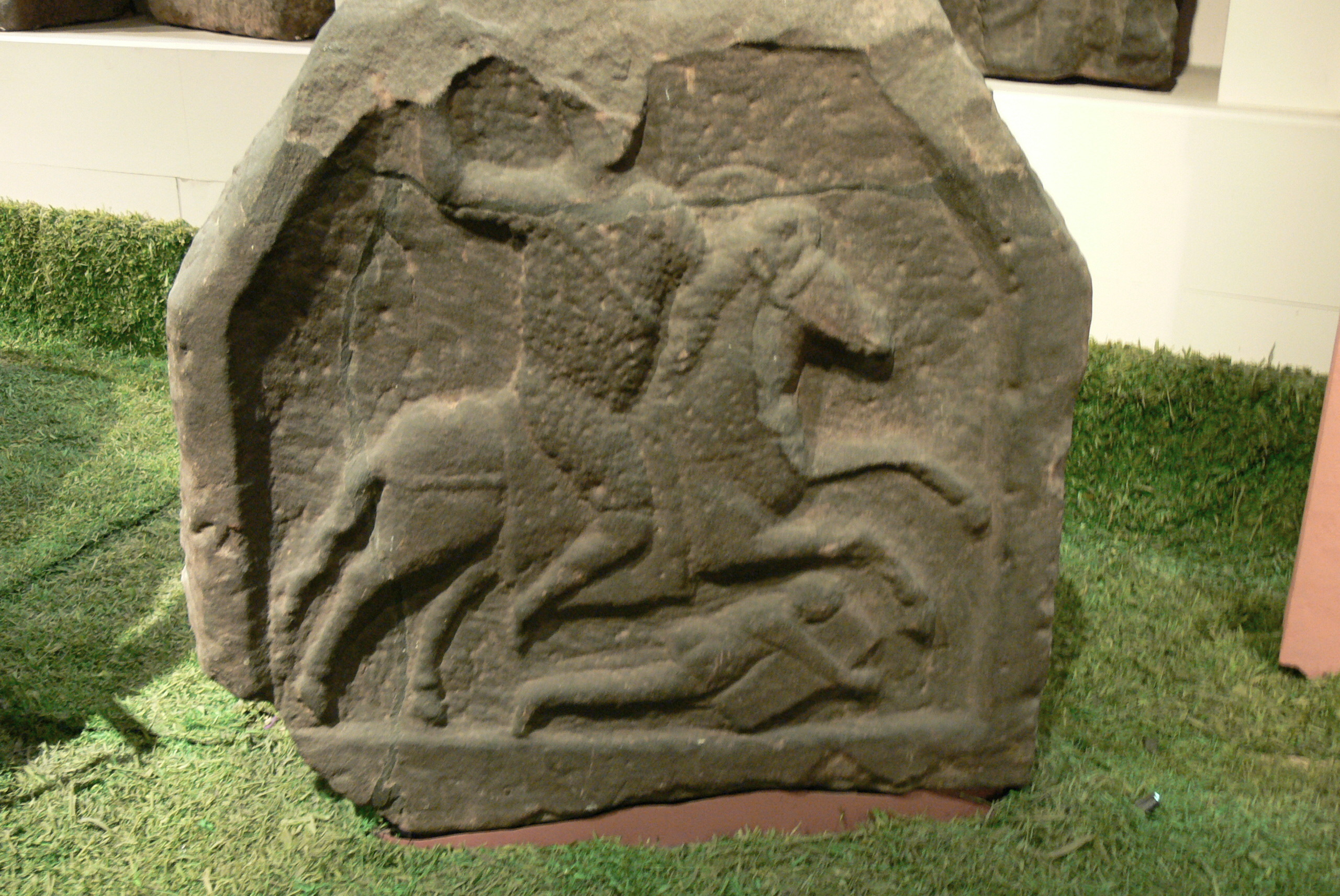
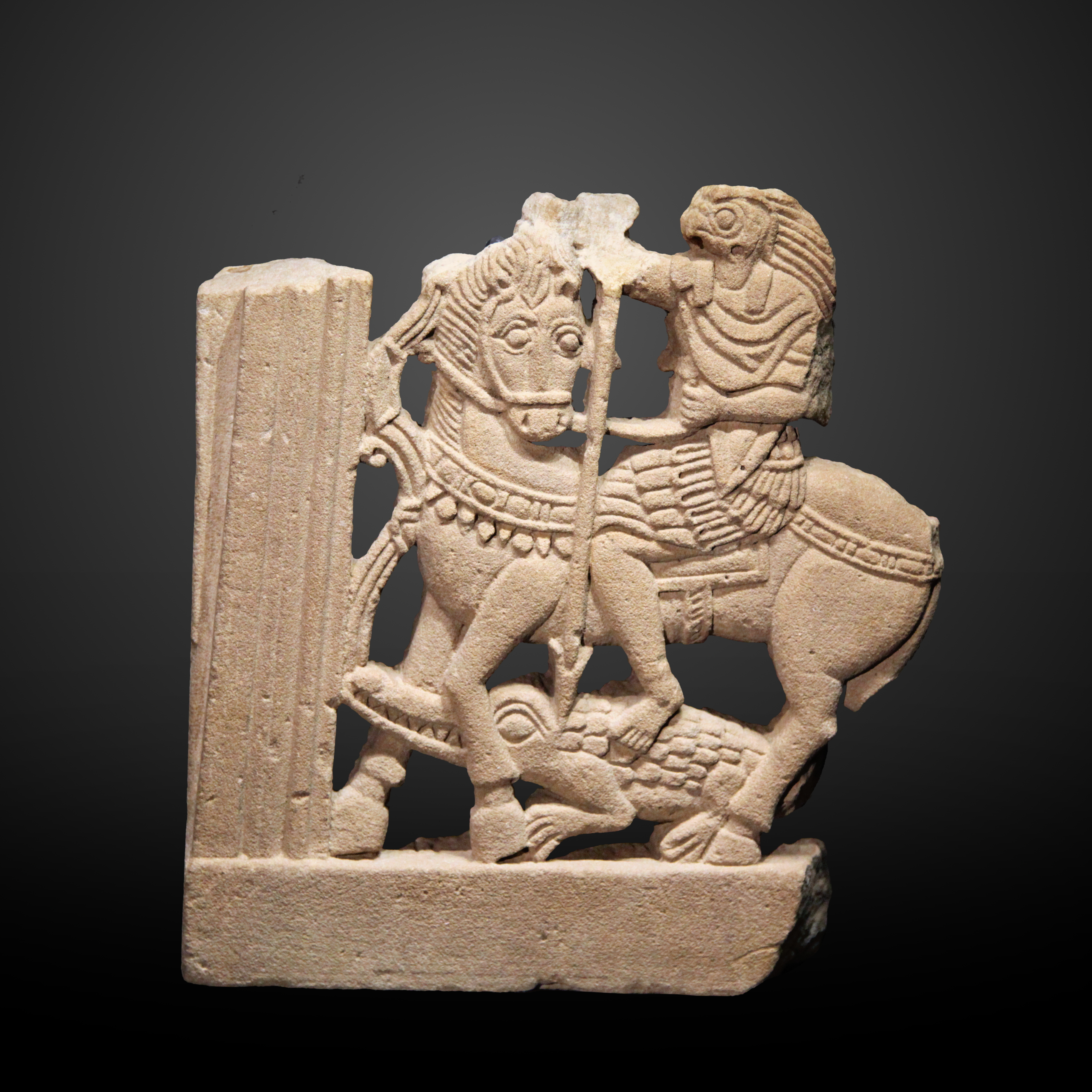
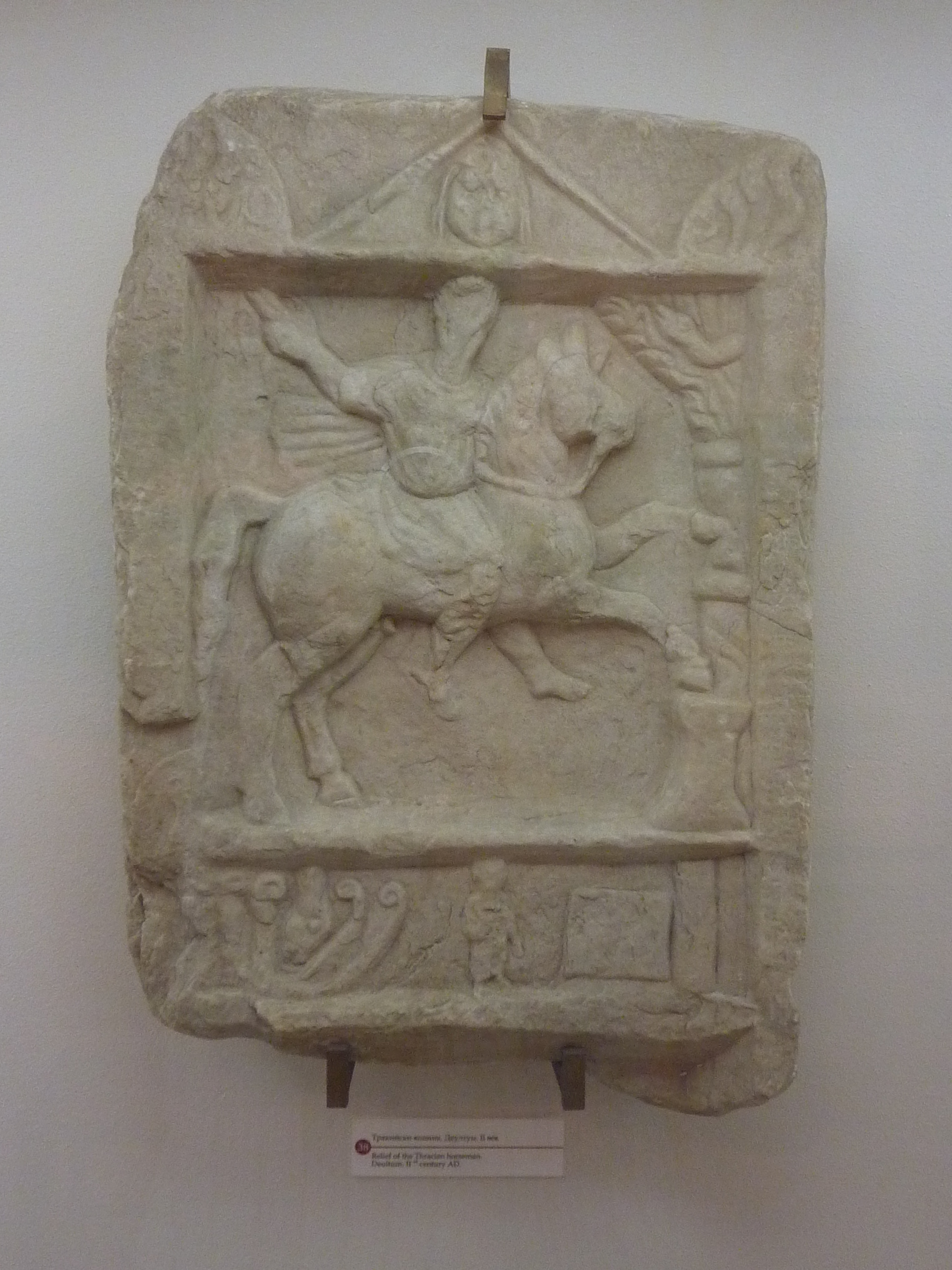